# Natalja Aleksejevna
Natalja Aleksejevna av Ryssland född 1673, död 1716, rysk prinsessa och pjäsförfattare, dotter till tsar Aleksej Michajlovitj och Natalja Narysjkina och syster till tsar Peter den store. 

## Biografi
Natalja hade ett mycket nära förhållande till Peter, med vilken hon delade svårigheterna under regenten Sofia Aleksejevnas styre. Hon stödde hans planer att reformera Ryssland och göra det till ett västerländskt land, och till skillnad från deras halvsystrar hade hon inga svårigheter att anpassa sig till de nya värderingarna. Det sades att hon : "älskade allt hennes bror gillade", och under sin regeringstid var Peter noga med att informera henne om statens affärer, antingen själv eller via sina ministrar. Natalja gifte sig aldrig, och det finns inget som tyder på att Peter någonsin tänkte gifta bort henne. Då Peter skilde sig från Jevdokija Lopuchina 1698 blev hon värdinna för hans hov och han valde partners bland hennes hovdamer. 
1708 flyttade hon till Sankt Petersburg och Peter gav henne godset Gatchina. Hon grundade stadens första sjukhus i sitt eget hus. 1706-07 hade hon uppfört den första ryska teatern i Moskva, vilket gjorde att den första offentliga teatern grundades i Moskva 1709, och från 1710 arrangerade hon rysk teater för hovet i Sankt Petersburg. Hon skrev minst fyra pjäser själv, och aktörerna kom från hennes personal. Hon avled i magkatarr. 